# Музей сучасного мистецтва (Сантьяго)

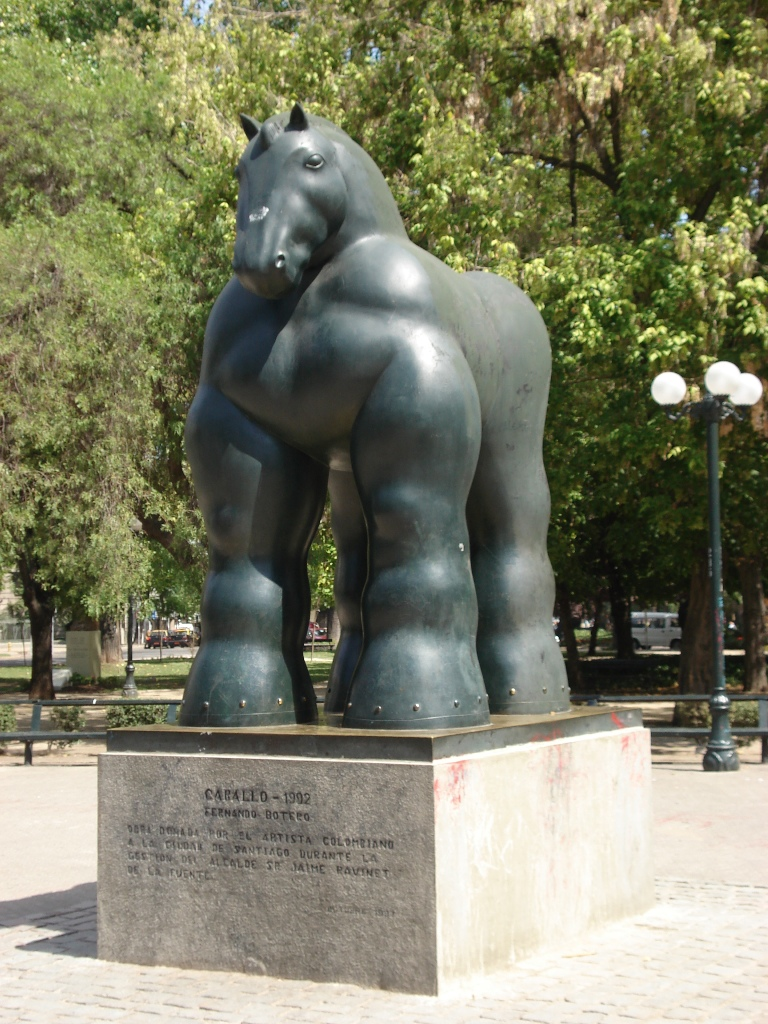
Скульптура «Кінь» роботи Фернандо Ботеро, розташована навпроти музею сучасного мистецтва.

Музей сучасного мистецтва (ісп. Museo de Arte Contemporáneo de Santiago) — художній музей в Сантьяго (Чилі).

## Загальні відомості
Музей відкритий 15 серпня 1947. У даний час керується факультетом мистецтв Чилійського університету та розміщується у двох місцях: у парку Форесталь в тильній частині будівлі 
Національного музею витончених мистецтв Чилі та у парку Кинта-Нормаль в будівлі під назвою «Палац Версаль».
У колекції музею більше двох тисяч творів мистецтва, у тому числі 1200 гравюр, 450 фотографій, приблизно 600 картин, близько 200 малюнків і акварелей і 90 скульптур. У колекції зібрані роботи майстрів починаючи з кінця XIX століття, у тому числі твори чилійських художників Роберто Матти, Гільєрмо Нуньєса, Немеса Антунеса, Матильде Переса і Хосе Бальмеса. Крім того в колекції представлені роботи зарубіжних художників, у тому числі роботи Алехандро Обрегона, Еміліо Петторуті, Мануеля Еспіноси, Освальдо Гуаясаміна, Исаму Ногуті, Фріденсрайха Гундертвассера, Девіда Батчелора, Ісуса Руїса Нестоси і Діно Бруссона.

## Керівники музею
- Марко А.Бонта (1947—1962)
- Немес Антунес (1962—1964)
- Луїс Оярсун Пенья (1964—1965)
- Федеріко Асслеру (1965—1968)
- Альберто Перес (1968—1970)
- Гільєрмо Нуньєс (1971—1972)
- Лаутаро Лаббе (1972—1973)
- Едуардо Оссандон (1973—1976)
- Березень Бенавенте (1976—1980)
- Долорес Мухіка Гарсія Уйдобро (1981—1991)
- Росаріо Летельер Виаль (1991—1998)
- Франсіско Бругнолі (1998 по теперішній час)